# Olympische Sommerspiele 1988/Leichtathletik – 400 m (Männer)

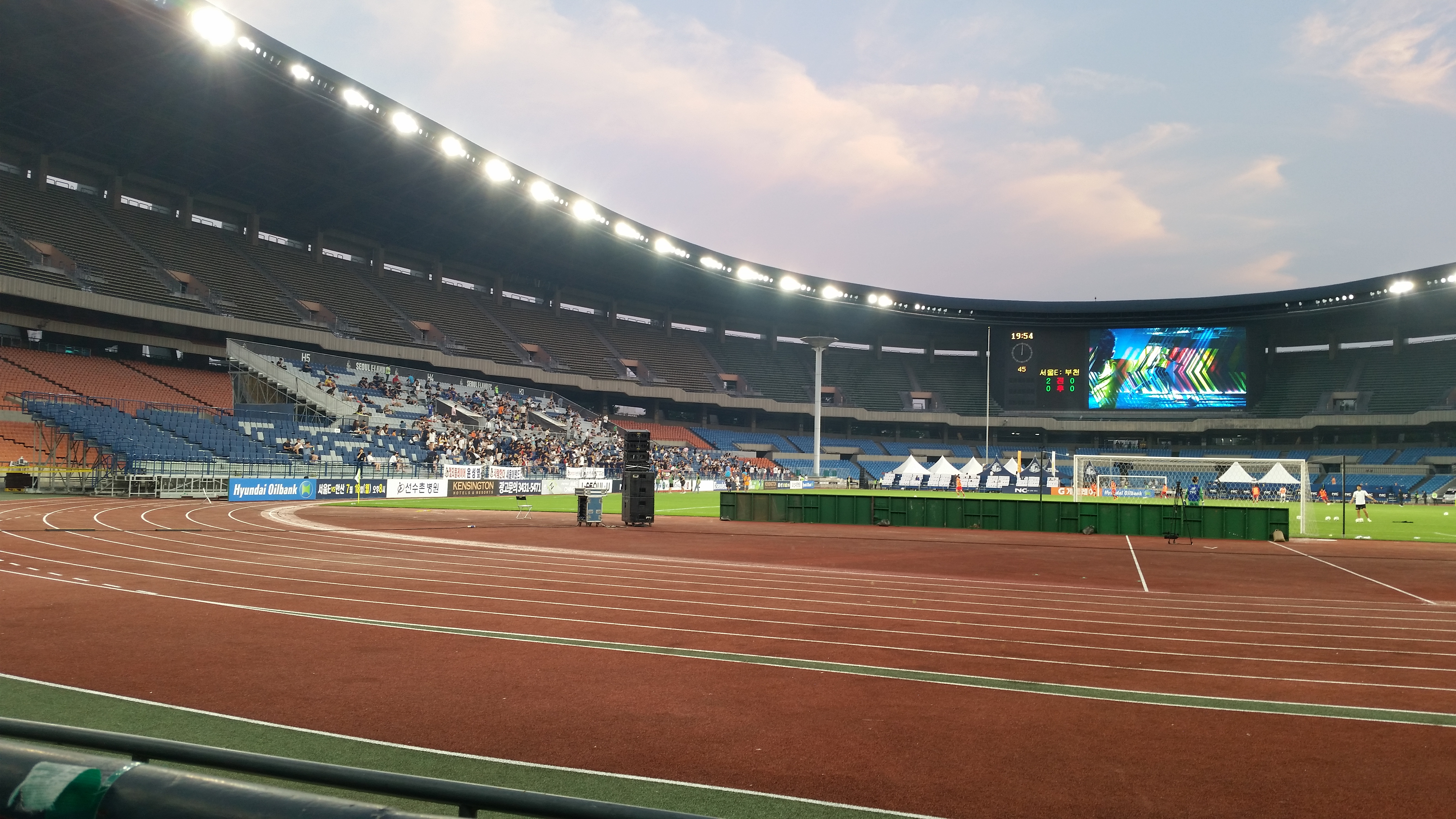
Innenraum des Olympiastadions im Jahr 2016

Der 400-Meter-Lauf der Männer bei den Olympischen Spielen 1988 in Seoul wurde am 24., 25., 26. und 28. September 1988 im Olympiastadion Seoul ausgetragen. 75 Athleten nahmen teil.
Die Mannschaft der USA konnte einen dreifachen Erfolg feiern. Olympiasieger wurde Steve Lewis vor Harry Reynolds und Danny Everett.
Für die DDR gingen Jens Carlowitz und Thomas Schönlebe an den Start. Beide schieden im Halbfinale aus.

Läufer aus der Bundesrepublik Deutschland, der Schweiz, Österreich und Liechtenstein nahmen nicht teil.

## Aktuelle Titelträger
| Olympiasieger 1984                      | Alonzo Babers ( USA)          | 44,27 s | Los Angeles 1984  |
| Weltmeister 1987                        | Thomas Schönlebe ( DDR)       | 44,33 s | Rom 1987          |
| Europameister 1986                      | Roger Black ( Großbritannien) | 44,59 s | Stuttgart 1986    |
| Panamerikanischer Meister 1987          | Raymond Pierre ( USA)         | 44,60 s | Indianapolis 1987 |
| Zentralamerika und Karibik-Meister 1987 | Elvis Forde ( Barbados)       | 45,63 s | Caracas 1987      |
| Südamerika-Meister 1987                 | Héctor Daley ( Panama)        | 45,80 s | São Paulo 1987    |
| Asienmeister 1987                       | Mohamed Amer al-Malky ( Oman) | 45,77 s | Singapur 1987     |
| Afrikameister 1988                      | Innocent Egbunike ( Nigeria)  | 45,43 s | Annaba 1988       |

## Bestehende Rekorde
| Weltrekord         | 43,29 s | Harry Reynolds ( USA) | Zürich, Schweiz                | 17. August 1988  |
| Olympischer Rekord | 43,86 s | Lee Evans ( USA)      | Finale OS Mexiko-Stadt, Mexiko | 18. Oktober 1968 |

Der bestehende olympische Rekord wurde bei diesen Spielen nicht erreicht. Im schnellsten Rennen, dem Finale, verfehlte der US-amerikanische Olympiasieger Steve Lewis mit seinen 43,87 s den Rekord allerdings nur um eine Hundertstelsekunde. Zum Weltrekord fehlten ihm 58 Hundertstelsekunden.

## Vorrunde
Datum: 24. September 1988
Die Athleten traten zu insgesamt zehn Vorläufen an. Für das Viertelfinale qualifizierten sich pro Lauf die ersten drei Athleten. Darüber hinaus kamen die zwei Zeitschnellsten, die sogenannten Lucky Loser, weiter. Die direkt qualifizierten Athleten sind hellblau, die Lucky Loser hellgrün unterlegt.

### Vorlauf 1
9:30 Uhr
Mit 37 Jahren war Joe Rodan der älteste Starter in dieser Disziplin.
| Platz | Name           | Nation           | Zeit    |
| ----- | -------------- | ---------------- | ------- |
| 1     | Todd Bennett   | Großbritannien   | 46,37 s |
| 2     | Miles Murphy   | Australien       | 46,38 s |
| 3     | Anton Skerritt | Kanada           | 46,64 s |
| 4     | Richard Louis  | Barbados         | 46,80 s |
| 5     | Felix Sandy    | Sierra Leone     | 46,82 s |
| 6     | Gustavo Envela | Äquatorialguinea | 48,11 s |
| 7     | Joe Rodan      | Fidschi          | 48,69 s |
| 8     | Odiya Silweya  | Malawi           | 49,73 s |

### Vorlauf 2
9:35 Uhr
| Platz | Name             | Nation         | Zeit    |
| ----- | ---------------- | -------------- | ------- |
| 1     | Brian Whittle    | Großbritannien | 46,07 s |
| 2     | Cayetano Cornet  | Spanien        | 46,16 s |
| 3     | Harry Reynolds   | USA            | 46,28 s |
| 4     | Seibert Straughn | Barbados       | 47,37 s |
| 5     | Filipe Lombá     | Portugal       | 47,57 s |
| 6     | Ali Faudet       | Tschad         | 48,69 s |
| 7     | Baptiste Firiam  | Vanuatu        | 51,77 s |

### Vorlauf 3
9:40 Uhr
| Platz | Name                   | Nation     | Zeit    |
| ----- | ---------------------- | ---------- | ------- |
| 1     | Mohamed Amer al-Malky  | Oman       | 46,79 s |
| 2     | Lucas Sang             | Kenia      | 46,85 s |
| 3     | Ousmane Diarra         | Senegal    | 46,86 s |
| 4     | Douglas Kalembo        | Sambia     | 47,44 s |
| 5     | Mohamed Hossain Milzer | Uganda     | 48,76 s |
| 6     | Akossi Gnalo           | Togo       | 51,46 s |
| DNF   | Sérgio Menezes         | Brasilien  |         |
| DNS   | William Taramai        | Cookinseln |         |

### Vorlauf 4
9:45 Uhr
| Platz | Name                  | Nation              | Zeit    |
| ----- | --------------------- | ------------------- | ------- |
| 1     | Ian Morris            | Trinidad und Tobago | 45,84 s |
| 2     | Thomas Schönlebe      | DDR                 | 47,07 s |
| 3     | Sunday Uti            | Nigeria             | 47,08 s |
| 4     | Lin Kuang-liang       | Chinesisch Taipeh   | 48,18 s |
| 5     | Ernest Tché-Noubossie | Kamerun             | 48,31 s |
| 6     | Haji Bakr al-Qahtani  | Saudi-Arabien       | 48,53 s |
| 7     | Enock Musonda         | Sambia              | 49,21 s |
| 8     | Ahmed Shageef         | Malediven           | 50,61 s |

### Vorlauf 5
9:50 Uhr
| Platz | Name               | Nation              | Zeit    |
| ----- | ------------------ | ------------------- | ------- |
| 1     | Steve Lewis        | USA                 | 45,31 s |
| 2     | Jens Carlowitz     | DDR                 | 45,64 s |
| 3     | Gabriel Tiacoh     | Elfenbeinküste      | 47,19 s |
| 4     | Jean-Didiace Bémou | Volksrepublik Kongo | 48,46 s |
| 5     | Abdullah Ali Ahmed | Libyen              | 48,89 s |
| 6     | Jonathan Chipalo   | Sambia              | 48,97 s |
| 7     | Maher Abbas        | Libanon             | 51,29 s |
| 8     | Carlton Usher      | Belize              | 51,42 s |

### Vorlauf 6
9:55 Uhr
| Platz | Name                   | Nation                         | Zeit    |
| ----- | ---------------------- | ------------------------------ | ------- |
| 1     | Gérson de Souza        | Brasilien                      | 45,90 s |
| 2     | Howard Davis           | Jamaika                        | 45,97 s |
| 3     | Takale Tuna            | Papua-Neuguinea                | 47,87 s |
| 4     | Sunday Maweni          | Botswana                       | 47,97 s |
| 5     | Sulaiman Juma al-Habsi | Oman                           | 48,30 s |
| 6     | Nordin Mohamed Jadi    | Malaysia                       | 49,52 s |
| 7     | Michael Williams       | St. Vincent und die Grenadinen | 51,22 s |
| DNS   | Derek Redmond          | Großbritannien                 |         |

### Vorlauf 7
10:00 Uhr
| Platz | Name                      | Nation                       | Zeit    |
| ----- | ------------------------- | ---------------------------- | ------- |
| 1     | Darren Clark              | Australien                   | 45,93 s |
| 2     | Simon Kipkemboi           | Kenia                        | 45,15 s |
| 3     | Elvis Forde               | Barbados                     | 46,47 s |
| 4     | Elijah Nkala              | Simbabwe                     | 46,60 s |
| 5     | Antonio Sánchez           | Spanien                      | 47,18 s |
| 6     | Jaime Rodrigues           | Mosambik                     | 47,33 s |
| 7     | Aouf Abdul Rahman Youssef | Irak                         | 47,45 s |
| 8     | Desai Wynter              | Amerikanische Jungferninseln | 48,39 s |

### Vorlauf 8
10:05 Uhr
| Platz | Name            | Nation              | Zeit    |
| ----- | --------------- | ------------------- | ------- |
| 1     | Bert Cameron    | Jamaika             | 46,24 s |
| 2     | Robert Stone    | Australien          | 46,52 s |
| 3     | Dawda Jallow    | Gambia              | 46,91 s |
| 4     | Yun Nam-han     | Südkorea            | 47,02 s |
| 5     | John Goville    | Uganda              | 47,11 s |
| 6     | Muhammad Fayyaz | Pakistan            | 47,13 s |
| 7     | Yaya Seyba      | Mali                | 48,83 s |
| 8     | Alfred Browne   | Antigua und Barbuda | 48,92 s |

### Vorlauf 9
10:10 Uhr
| Platz | Name               | Nation              | Zeit    |
| ----- | ------------------ | ------------------- | ------- |
| 1     | Danny Everett      | USA                 | 45,63 s |
| 2     | Devon Morris       | Jamaika             | 45,95 s |
| 3     | Tomasz Jędrusik    | Polen               | 46,12 s |
| 4     | Patrick Delice     | Trinidad und Tobago | 46,14 s |
| 5     | Slobodan Branković | Jugoslawien         | 46,59 s |
| 6     | Jorge Ponce        | Honduras            | 51,11 s |
| DSQ   | Mwana Bute Kasongo | Zaire               |         |
| DNS   | Luis Neto          | Angola              |         |

### Vorlauf 10
10:15 Uhr
| Platz | Name              | Nation                   | Zeit    |
| ----- | ----------------- | ------------------------ | ------- |
| 1     | Susumu Takano     | Japan                    | 45,42 s |
| 2     | Troy Douglas      | Bermuda                  | 45,69 s |
| 3     | Innocent Egbunike | Nigeria                  | 46,02 s |
| 4     | Elkana Nyangau    | Kenia                    | 46,25 s |
| 5     | Ismail Mačev      | Jugoslawien              | 46,37 s |
| 6     | Elieser Wattebosi | Indonesien               | 47,10 s |
| 7     | Willis Todman     | Britische Jungferninseln | 50,11 s |
| DNS   | Porfirio Mendez   | Paraguay                 |         |

## Viertelfinale
Datum: 25. September 1988
Für das Halbfinale qualifizierten sich die jeweils ersten vier Athleten (hellblau unterlegt) aus den vier Läufen.

### Lauf 1

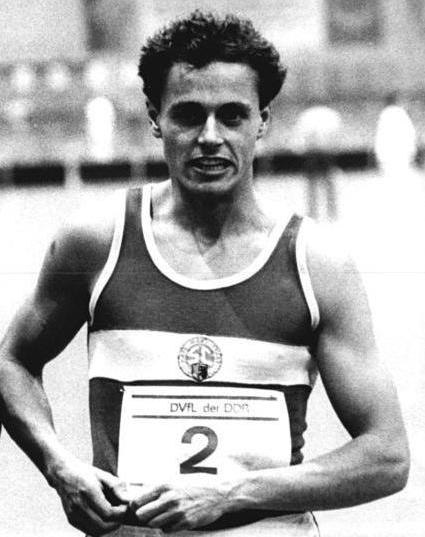
Jens Carlowitz erreichte das Halbfinale und schied dort als Sechster seines Laufs aus

12:20 Uhr
| Platz | Name            | Nation              | Zeit    |
| ----- | --------------- | ------------------- | ------- |
| 1     | Ian Morris      | Trinidad und Tobago | 44,70 s |
| 2     | Jens Carlowitz  | DDR                 | 45,09 s |
| 3     | Brian Whittle   | Großbritannien      | 45,22 s |
| 4     | Tomasz Jędrusik | Polen               | 45,27 s |
| 5     | Sunday Uti      | Nigeria             | 45,33 s |
| 6     | Miles Murphy    | Australien          | 45,93 s |
| 7     | Dawda Jallow    | Gambia              | 46,35 s |
| 8     | Elvis Forde     | Barbados            | 46,59 s |

### Lauf 2

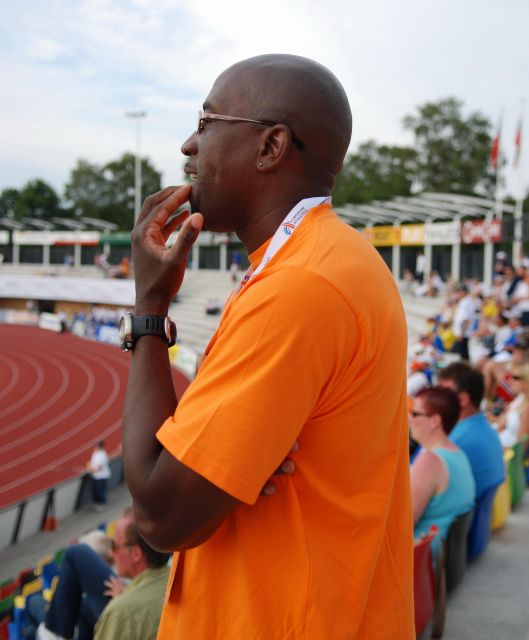
Troy Douglas – ausgeschieden als Achter des zweiten Viertelfinals

12:25 Uhr
| Platz | Name              | Nation         | Zeit    |
| ----- | ----------------- | -------------- | ------- |
| 1     | Danny Everett     | USA            | 44,83 s |
| 2     | Innocent Egbunike | Nigeria        | 45,02 s |
| 3     | Thomas Schönlebe  | DDR            | 45,09 s |
| 4     | Bert Cameron      | Jamaika        | 45,16 s |
| 5     | Simon Kipkemboi   | Kenia          | 45,44 s |
| 6     | Todd Bennett      | Großbritannien | 45,96 s |
| 7     | Ousmane Diarra    | Senegal        | 46,23 s |
| 8     | Troy Douglas      | Bermuda        | 46,28 s |

### Lauf 3
12:30 Uhr
| Platz | Name                  | Nation          | Zeit    |
| ----- | --------------------- | --------------- | ------- |
| 1     | Steve Lewis           | USA             | 44,41 s |
| 2     | Darren Clark          | Australien      | 44,96 s |
| 3     | Mohamed Amer al-Malky | Oman            | 45,02 s |
| 4     | Devon Morris          | Jamaika         | 45,30 s |
| 5     | Cayetano Cornet       | Spanien         | 45,39 s |
| 6     | Anton Skerritt        | Kanada          | 46,08 s |
| 7     | Elkana Nyangau        | Kenia           | 46,09 s |
| 8     | Takale Tuna           | Papua-Neuguinea | 47,48 s |

### Lauf 4

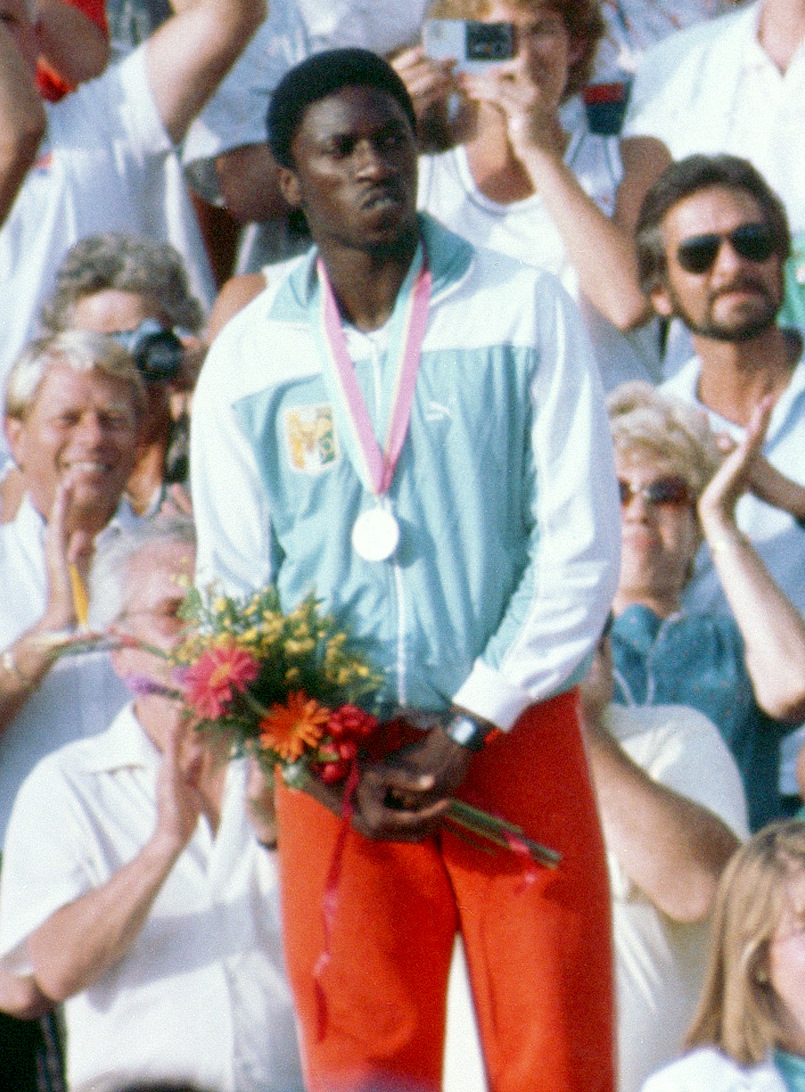
Gabriel Tiacoh – ausgeschieden als Fünfter des vierten Viertelfinals

12:35 Uhr
| Platz | Name            | Nation              | Zeit    |
| ----- | --------------- | ------------------- | ------- |
| 1     | Harry Reynolds  | USA                 | 44,46 s |
| 2     | Susumu Takano   | Japan               | 45,00 s |
| 3     | Gérson de Souza | Brasilien           | 45,35 s |
| 4     | Howard Davis    | Jamaika             | 45,40 s |
| 5     | Gabriel Tiacoh  | Elfenbeinküste      | 45,49 s |
| 6     | Lucas Sang      | Kenia               | 45,72 s |
| 7     | Patrick Delice  | Trinidad und Tobago | 45,75 s |
| 8     | Robert Stone    | Australien          | 46,04 s |

## Halbfinale
Datum: 26. September 1988
Für das Finale qualifizierten sich die jeweils ersten vier Athleten (hellblau unterlegt) aus den beiden Läufen.

### Lauf 1
15:45 Uhr
| Platz | Name            | Nation     | Zeit    |
| ----- | --------------- | ---------- | ------- |
| 1     | Steve Lewis     | USA        | 44,35 s |
| 2     | Danny Everett   | USA        | 44,36 s |
| 3     | Darren Clark    | Australien | 44,38 s |
| 4     | Bert Cameron    | Jamaika    | 44,50 s |
| 5     | Susumu Takano   | Japan      | 44,90 s |
| 6     | Jens Carlowitz  | DDR        | 45,08 s |
| 7     | Gérson de Souza | Brasilien  | 45,27 s |
| 8     | Tomasz Jędrusik | Polen      | 46,17 s |

### Lauf 2
15:50 Uhr

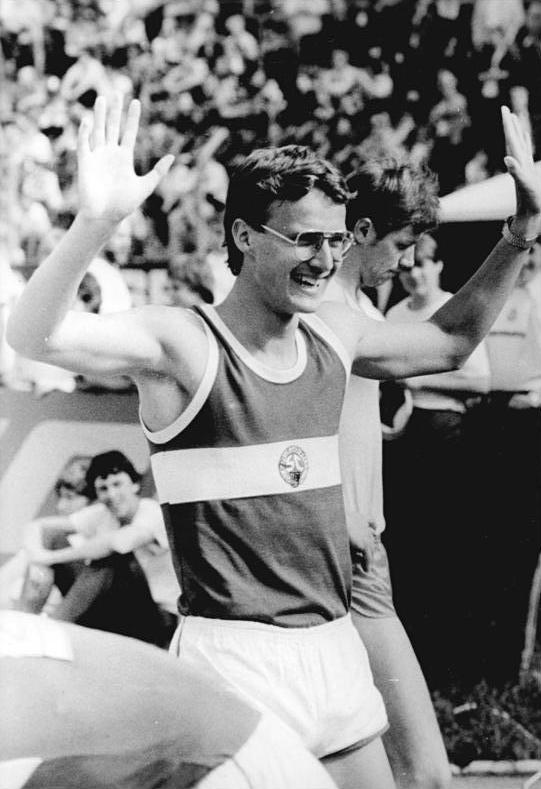
Weltmeister Thomas Schönlebe – ausgeschieden als Fünfter des zweiten Halbfinals
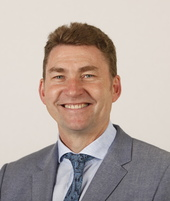
Brian Whittle (Foto: 2016) – ausgeschieden als Achter des zweiten Halbfinals

| Platz | Name                  | Nation              | Zeit    |
| ----- | --------------------- | ------------------- | ------- |
| 1     | Harry Reynolds        | USA                 | 44,33 s |
| 2     | Ian Morris            | Trinidad und Tobago | 44,60 s |
| 3     | Mohamed Amer al-Malky | Oman                | 44,69 s |
| 4     | Innocent Egbunike     | Nigeria             | 44,74 s |
| 5     | Thomas Schönlebe      | DDR                 | 44,90 s |
| 6     | Howard Davis          | Jamaika             | 45,48 s |
| 7     | Devon Morris          | Jamaika             | 45,68 s |
| 8     | Brian Whittle         | Großbritannien      | 46,07 s |

## Finale
Datum: 28. September 1988, 12:55 Uhr
| Platz | Name                  | Nation              | Zeit    |
| ----- | --------------------- | ------------------- | ------- |
| 1     | Steve Lewis           | USA                 | 43,87 s |
| 2     | Harry Reynolds        | USA                 | 43,93 s |
| 3     | Danny Everett         | USA                 | 44,09 s |
| 4     | Darren Clark          | Australien          | 44,55 s |
| 5     | Innocent Egbunike     | Nigeria             | 44,72 s |
| 6     | Bert Cameron          | Jamaika             | 44,94 s |
| 7     | Ian Morris            | Trinidad und Tobago | 44,95 s |
| 8     | Mohamed Amer al-Malky | Oman                | 45,03 s |

Für das Finale hatten sich alle drei US-Läufer qualifiziert. Hinzu kam jeweils ein Athlet aus Nigeria, Trinidad und Tobago, Jamaika, Australien und dem Oman.
Favorit war der US-Amerikaner Harry Reynolds, der kurz vor den Olympischen Spielen den zwanzig Jahre alten Weltrekord seines Landsmanns Lee Evans um über eine halbe Sekunde verbessert hatte. Aber auch schon bei den letztjährigen Weltmeisterschaften war Reynolds als klar Führender der Weltjahresbestenliste deutlich favorisiert ins Rennen gegangen und hatte sich mit dem Bronzeplatz begnügen müssen. Einer seiner Bezwinger aus diesem Rennen, Weltmeister Thomas Schönlebe aus der DDR, hatte sich hier in Seoul nicht für das Finale qualifizieren können. Der Nigerianer Innocent Egbunike, WM-Zweiter von 1987, dagegen war wieder einer von Reynolds Gegnern, hatte jedoch nicht mehr die Form des Vorjahres. Hauptkonkurrenten waren deshalb Reynolds Landsleute Steve Lewis und Danny Everett.
Im Finalrennen zog Everett das Tempo scharf an und lag zur Hälfte des Rennens in Führung. Reynolds verließ sich auf sein Stehvermögen und hatte einen deutlichen Rückstand. Eingangs der Kurve zog Lewis an Everett vorbei. Nun kam Reynolds stark auf, lag zunächst mit Everett auf gleicher Höhe und hatte zu Beginn der Zielgeraden Position zwei inne hinter Lewis. Reynolds kam nun immer näher an Lewis heran, doch Steve Lewis konnte seinen unerwarteten Sieg ins Ziel retten. Hinter Harry Reynolds gewann Danny Everett die Bronzemedaille und sorgte damit für einen kompletten US-Erfolg. Lewis verfehlte mit seiner Siegerzeit von 43,87 s Lee Evans olympischen Rekord von 1968 nur um eine Hundertstelsekunde. Alle Läufer auf den Rängen vier bis sieben unterboten die 45-Sekunden-Marke, der achtplatzierte Mohamed Amer al-Malky verfehlte diese Grenze nur hauchdünn. Vierter wurde der Australier Darren Clark, Fünfter Innocent Egbunike, Rang sechs ging an Bert Cameron aus Jamaika, Rang sieben an Ian Morris, Trinidad und Tobago.
Im 21. olympischen Finale gewann Steve Lewis die vierzehnte US-Goldmedaille. Zugleich war es nach 1904 und 1968 der dritte Dreifacherfolg der USA.

## Videolinks
- 1988 Seoul Olympics 400m, youtube.com, abgerufen am 24. November 2021
- Men's 400m Final at Seoul Olympics 1988, youtube.com, abgerufen am 22. Januar 2018